# آب‌انبار میر صالح
آب‌انبار میر صالح مربوط به دوره قاجار است و در اردکان، خیابان امام خمینی، دروازه میر صالح واقع شده و این اثر در تاریخ ۱۰ خرداد ۱۳۸۲ با شمارهٔ ثبت ۹۱۳۵ به‌عنوان یکی از آثار ملی ایران به ثبت رسیده است.